# Emil Galimow
Emil Gabdielnurowicz Galimow, ros. Эмиль Габдельнурович Галимов (ur. 9 maja 1992 w Niżniekamsku) – rosyjski hokeista narodowości tatarskiej.
Jego brat Ansiel (ur. 1991) także został hokeistą.

## Kariera
- Rieaktor Niżniekamsk (2009–2011)
- Nieftiechimik Niżniekamsk (2010–2011)
- Łokomotiw Jarosław (2011–2017)
  -  Łoko Jarosław (2011)
  -  Łokomotiw Jarosław 2 (2012)
- Nieftiechimik Niżniekamsk (2017–2019)
- Ak Bars Kazań (2019–2020)
- SKA Sankt Petersburg (2020-)

Wychowanek Nieftiechimika Niżniekamsk. W listopadzie 2011 roku trafił do nowo tworzonej drużyny Łokomotiwu po katastrofie samolotu Yak Service 9634 7 września 2011 roku, w której zginęła cała drużyna klubu. Nosi takie nazwisko, jak inny gracz Łokomotiwu, Aleksandr (1985-2011), który zmarł w wyniku katastrofy. Obaj nie byli spokrewnieni. 30 czerwca 2013 w drafcie NHL z 2013 został wybrany przez San Jose Sharks z numerem 207. W lipcu 2014 Emil Galimow przedłużył kontrakt z Łokomotiwem o trzy lata. Od sierpnia 2017 ponownie zawodnik Nieftiechimika. W maju 2018 formalnie powrócił do Łokomotiwu, jednak miesiąc później na mocy porozumienia między klubami ponownie został zawodnikiem Nieftiechimika. W maju 2019 przeszedł do Ak Barsu. Od maja 2020 zawodnik SKA.
W składzie reprezentacji Rosyjskiego Komitetu Olimpijskiego (ang. ROC) brał udział w turnieju MŚ edycji 2021.

## Sukcesy
Klubowe
- Brązowy medal mistrzostw Rosji: 2014, 2017 z Łokomotiwem Jarosław

Indywidualne
- KHL (2017/2018): skład gwiazd miesiąca - listopad 2017[10]